# Gioia dei Marsi
Gioia dei Marsi är en ort och kommun i provinsen L'Aquila i regionen Abruzzo i Italien. Kommunen hade 1 796 invånare (2018).